# 東京出入国在留管理局羽田空港支局
東京出入国在留管理局羽田空港支局（とうきょうしゅつにゅうこくざいりゅうかんりきょくはねだくうこうしきょく）は、 東京都大田区羽田空港にある法務省出入国在留管理庁の地方支分部局である東京出入国在留管理局の支局。
東京都のうち東京国際空港の区域を管轄している。出入国管理及び難民認定法に基づき、外国人の入出国・在留・違反手続、難民認定に関する調査等の行政事務を担当する。2010年4月1日に東京国際空港の再国際化に伴い、東京入国管理局羽田空港出張所を廃止して東京入国管理局羽田空港支局として新設された。2019年4月1日、出入国在留管理庁の設置、地方入国管理局が、地方出入国在留管理局となったことに伴い、東京出入国在留管理局羽田空港支局となった。

## 内部組織
- 東京出入国在留管理局羽田空港支局長（官職・入国審査官）
  - 次長（官職・入国審査官）
  - 審査監理官1人（官職・入国審査官）
  - 総務課
  - 偽変造文書対策室
  - 首席審査官9人（官職・入国審査官）
    - 審査管理担当（審査管理部門）
    - 第一審査担当（第一審査部門）
    - 第二審査担当（第二審査部門）
    - 第三審査担当（第三審査部門）
    - 第四審査担当（第四審査部門）
    - 第五審査担当（第五審査部門）
    - 第六審査担当（第六審査部門）
    - 第七審査担当（第七審査部門）
    - 審判担当（審判部門）

  - 首席入国警備官1人（官職・入国警備官）
    - 警備部門